# Округ Дрогобыч
Округ Дрого́быч (нем. Bezirk Drohobycz, Дрогобы́чский уе́зд, пол. Powiat drohobycki) — административная единица коронной земли Королевства Галиции и Лодомерии в составе Австро-Венгрии, существовавшая в 1867—1918 годах. Административный центр — Дрогобыч.
Площадь округа в 1879 году составляла 15,6413 квадратных миль (900 км2), а население 101 474 человек. Округ насчитывал 84 поселений, организованные в 79 кадастровых муниципалитета. На территории округа действовало 3 районных суда — в Дрогобыче, Меденичах и Подбуже.
После Первой мировой войны округ вместе со всей Галицией отошёл к Польше.